# Andreas Wagenhaus
Andreas Wagenhaus (* 29. Oktober 1964 in Naumburg/Saale) ist ein ehemaliger deutscher Fußballspieler. Er spielte Erstligafußball für den Halleschen FC, für Dynamo Dresden und Fenerbahçe Istanbul. Mit Dynamo Dresden wurde Wagenhaus DDR-Meister und Pokalsieger, er ist dreifacher DDR-A-Nationalspieler.

## Sportlicher Werdegang

### Nachwuchs
Andreas Wagenhaus kam über die TSG Naumburg, wo er 1972 mit dem organisierten Fußballspielen begonnen hatte, und die Betriebssportgemeinschaft der Freyburger Rotkäppchen Sektkellerei, die BSG RSK Freyburg, im Jahr 1977 als Zwölfjähriger zum Halleschen FC Chemie (HFC). Zwischen 1982 und 1983 war Wagenhaus Mitglied der DDR-Juniorennationalmannschaft, für die er 13 Länderspiele bestritt. Er wurde in den meisten Spielen als Vorstopper eingesetzt.

### Oberliga und Abstieg in Halle

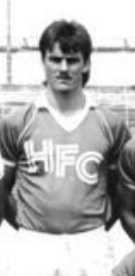
Wagenhaus beim HFC Chemie (1988)

Ebenfalls als Vorstopper gab der 1,87 Meter große Wagenhaus am 27. August 1983 in der DDR-Oberliga seinen Einstand. Es war die Begegnung des 3. Spieltages der Saison 1983/84 FC Karl-Marx-Stadt – Halleschen FC Chemie (2:2), in der er den nicht einsatzbereiten etatmäßigen Vorstopper Roland Wawrzyniak vertrat. In der Saisonrückrunde wurde Wagenhaus in weiteren acht Oberligaspielen als Abwehrspieler eingesetzt. Am 3. April 1984 wurde er zum ersten Mal in einem Länderspiel der DDR-Nachwuchsnationalmannschaft aufgeboten. In der Partie DDR – Polen (0:2) wurde er in der 2. Halbzeit als Verteidiger eingewechselt. Bis 1989 kam er auf insgesamt 14 U-21-Länderspiele. Nach dem Abstieg des HFC 1984 musste Wagenhaus drei Spielzeiten in der DDR-Liga spielen. Erst in der Saison 1985/86 konnte er sich in die Stammelf hineinspielen, als er 31 der 34 Punktspiele bestritt. Während ihn Trainer Olaf Keller in der Hinrunde 1985 durchgehend als Vorstopper einsetzte, wurde Wagenhaus im Frühjahr 1986 variabel auf verschiedenen Abwehrpositionen aufgeboten. In der Aufstiegssaison 1986/87 spielte er abwechselnd Libero und Linksverteidiger und kam auf 31 Punktspieleinsätze, in denen er vier Tore erzielte. In seiner zweiten Oberligasaison ließ ihn Trainer Karl Trautmann in 22 Punktspielen ausschließlich als Libero spielen. Nach weiteren 17 Oberligaeinsätzen als Libero in der Saison 1988/89 verließ Wagenhaus den HFC. In sechs Spielzeiten hatte er für die 1. Mannschaft des HFC 123 Punktspiele bestritten, davon 48 mit neun Toren in der Oberliga.

### Meisterschaft und Pokal mit Dynamo Dresden
Zur Saison 1989/90 schloss sich Wagenhaus dem amtierenden DDR-Meister Dynamo Dresden an. Dort kam er erst am 4. Spieltag in der Oberliga zum Einsatz, nachdem sich Verteidiger Andreas Trautmann verletzt hatte. Bis zum Saisonende kam Wagenhaus insgesamt nur auf 17 Punktspiele und gehörte damit nicht zur Stammformation. Nachdem er auf diese Weise zur Verteidigung des Meistertitels beigetragen hatte, stand Wagenhaus als Vorstopper am 2. Juni 1990 mit Dynamo Dresden im Endspiel um den DDR-Fußballpokal, das die Dresdner mit 2:1 über den Zweitligisten PSV Schwerin gewannen. Zu diesem Zeitpunkt hatte Wagenhaus bereits zwei A-Länderspiele bestritten. Sowohl in der Begegnung Frankreich gegen DDR (3:0) am 24. Januar 1990 als auch im Spiel Kuwait gegen DDR (1:2) am 26. Januar 1990 war er als Libero eingesetzt worden. Sein drittes Länderspiel fand am 12. September 1990 in Belgien statt. In ihrem letzten Länderspiel gewann die DDR-Mannschaft mit Wagenhaus als rechten Verteidiger mit 2:0. Inzwischen hatte auch die letzte Saison der DDR-Oberliga begonnen, die neben der Ermittlung des letzten DDR-Meisters auch der Qualifikation für die drei obersten DFB-Ligen diente.

### Karriere im vereinigten Deutschland
Als Tabellenzweiter der letzten DDR-Oberligasaison 1990/91 qualifizierte sich Dynamo Dresden für die 1. Bundesliga. Wagenhaus war daran mit 22 Punktspieleinsätzen und zwei Toren in der Regel als Libero beteiligt. Unter Trainer Helmut Schulte begann Wagenhaus seine erste Bundesligasaison 1991/92 zunächst wieder als Libero, wurde danach aber auf stets wechselnden Abwehrpositionen eingesetzt. Von den 38 ausgetragenen Punktspielen bestritt er 27 Partien. 1992/93 experimentierte der neue Trainer Klaus Sammer in den ersten beiden Punktspielen mit Wagenhaus als Linksaußenstürmer, nahm ihn danach aber wieder in die Abwehr zurück. Nach nur unregelmäßigen Einsätzen bekam er erst vom 27. Spieltag unter Trainer Ralf Minge als Vorstopper wieder einen Stammplatz und kam so bei insgesamt 34 Punktspielen auf 21 Einsätze. Für die Saison 1993/94 wartete Dynamo Dresden mit Sigfried Held erneut mit einem neuen Trainer auf. Dieser setzte Wagenhaus nur in den beiden ersten Punktspielen als Vorstopper ein, danach war dessen Karriere bei Dynamo Dresden beendet. Von 1989 bis 1993 hatte Wagenhaus für die Dynamos 39 DDR-Oberligaspiele mit drei Toren und 50 Bundesligaspiele mit einem Tor absolviert. Von den acht Europapokalspielen der Dresdner in diesem Zeitraum bestritt Wagenhaus sieben Begegnungen.
Für ein Jahr spielte Wagenhaus 1993/94 beim türkischen Erstligisten Fenerbahçe Istanbul und bestritt 20 Pflichtspiele und erzielte ein Tor, kehrte danach nach Deutschland zurück, wo er einen Vertrag beim Zweitligisten SV Waldhof Mannheim erhielt. In Mannheim war er drei Spielzeiten aktiv und bestritt 51 Punktspiele in der 2. Bundesliga, in denen er stets als Libero eingesetzt wurde. Als sein Vertrag am 31. Dezember 1996 endete, schloss sich Wagenhaus für ein halbes Jahr dem Schweizer Zweitligisten FC Gossau an, konnte dessen Abstieg in die dritte Liga aber nicht verhindern. Im Sommer 1997 beendete er seine Karriere im Profifußball.

### Laufbahnende und Übergang ins Trainerleben
Von 1997 bis zu seinem Karriereende im folgenden Sommer spielte Wagenhaus beim VfL Halle 1896 in der Südstaffel der NOFV-Oberliga, in der dem VfL 1997/98 der 3. Platz gelang. In dieser Spielzeit war der frühere Nationalspieler auch letztmals im DFB-Pokal aktiv, in dem die Hallenser in Runde 1 mit 0:4 gegen Eintracht Frankfurt verloren. In Österreich kickte Wagenhaus nach der Jahrtausendwende in der viertklassigen Vorarlbergliga noch für den FC Dornbirn und den FC Schwarzach.
In den Jahren 2008 bis 2010 wirkte er als Trainer beim österreichischen FC Krumbach, zunächst als Torwartcoach der 2. Mannschaft und dann als Cheftrainer. Anfang 2011 übernahm Wagenhaus das Traineramt beim österreichischen FC Doren in der 5. Landesklasse Unterland. Im Sommer 2013 trainierte Wagenhaus die 2. Mannschaft vom FC Schwarzach in der 4. Landesklasse Vorarlberg, mit der er auf dem 7. Rang landete.